# Associazione Sportiva Sorrento 1983-1984
Questa voce raccoglie le informazioni riguardanti l'Associazione Sportiva Sorrento nelle competizioni ufficiali della stagione 1983-1984.

## Rosa
| N. |                   | Ruolo | Calciatore          |
| -- | ----------------- | ----- | ------------------- |
|    | Italia (bandiera) | D     | Massimo Bigotto     |
|    | Italia (bandiera) | D     | Daniele Chisari     |
|    | Italia (bandiera) | A     | Giuseppe Contino    |
|    | Italia (bandiera) | A     | Giuseppe Cuomo      |
|    | Italia (bandiera) | D     | Flavio D'Aquino     |
|    | Italia (bandiera) | D     | Carlo De Gregorio   |
|    | Italia (bandiera) | C     | Salvatore De Simone |
|    | Italia (bandiera) | C     | Domenico Di Maio    |
|    | Italia (bandiera) | C     | Ciro Donnarumma     |
|    | Italia (bandiera) | C     | Giuliano Duranti    |
|    | Italia (bandiera) | C     | Antonio Falanga     |

| N. |                   | Ruolo | Calciatore            |
| -- | ----------------- | ----- | --------------------- |
|    | Italia (bandiera) | D     | Pino La Scala         |
|    | Italia (bandiera) | A     | Gianfranco Mannarelli |
|    | Italia (bandiera) | A     | Michele Marino        |
|    | Italia (bandiera) | A     | Mariano Rossi         |
|    | Italia (bandiera) | P     | Francesco Ruocco      |
|    | Italia (bandiera) | C     | Francesco Sampino     |
|    | Italia (bandiera) | C     | Antonino Silvestri    |
|    | Italia (bandiera) | C     | Michele Spina         |
|    | Italia (bandiera) | C     | Francesco Taiano      |
|    | Italia (bandiera) | D     | Roberto Vichi         |
|    | Italia (bandiera) | P     | Enzo Zanin            |

## Risultati

### Campionato

#### Girone di andata
| 19 settembre 1983 1ª giornata | Sorrento | 1 – 0 | Paganese |  |

| 26 settembre 1983 2ª giornata | Frattese | 0 – 0 | Sorrento |  |

| 2 ottobre 1983 3ª giornata | Sorrento | 2 – 0 | Siracusa |  |

| 9 ottobre 1983 4ª giornata | Afragolese | 0 – 0 | Sorrento |  |

| 16 ottobre 1983 5ª giornata | Sorrento | 0 – 1 | Reggina |  |

| 23 ottobre 1983 6ª giornata | Sorrento | 1 – 0 | Ercolanese |  |

| 30 ottobre 1983 7ª giornata | Latina | 1 – 1 | Sorrento |  |

| 6 novembre 1983 8ª giornata | Sorrento | 0 – 2 | Turris |  |

| 13 novembre 1983 9ª giornata | Canicattì | 1 – 0 | Sorrento |  |

| 20 novembre 1983 10ª giornata | Sorrento | 0 – 0 | Nocerina |  |

| 27 novembre 1983 11ª giornata | Marsala | 0 – 1 | Sorrento |  |

| 4 dicembre 1983 12ª giornata | Sorrento | 2 – 0 | Lodigiani |  |

| 11 dicembre 1983 13ª giornata | Grumese | 1 – 0 | Sorrento |  |

| 18 dicembre 1983 14ª giornata | Sorrento | 0 – 0 | Alcamo |  |

| 8 gennaio 1984 15ª giornata | Ischia Isolaverde | 2 – 2 | Sorrento |  |

| 15 gennaio 1984 16ª giornata | Licata | 0 – 0 | Sorrento |  |

| 22 gennaio 1984 17ª giornata | Sorrento | 2 – 0 | Frosinone |  |

#### Girone di ritorno
| 29 gennaio 1984 18ª giornata | Paganese | 0 – 0 | Sorrento |  |

| 5 febbraio 1984 19ª giornata | Sorrento | 1 – 1 | Frattese |  |

| 12 febbraio 1984 20ª giornata | Siracusa | 1 – 0 | Sorrento |  |

| 19 febbraio 1984 21ª giornata | Sorrento | 2 – 1 | Afragolese |  |

| 26 febbraio 1984 22ª giornata | Reggina | 1 – 0 | Sorrento |  |

| 4 marzo 1984 23ª giornata | Ercolanese | 1 – 1 | Sorrento |  |

| 11 marzo 1984 24ª giornata | Sorrento | 0 – 0 | Latina |  |

| 18 marzo 1984 25ª giornata | Turris | 4 – 1 | Sorrento |  |

| 1º aprile 1984 26ª giornata | Sorrento | 1 – 0 | Canicattì |  |

| 8 aprile 1984 27ª giornata | Nocerina | 0 – 0 | Sorrento |  |

| 15 aprile 1984 28ª giornata | Sorrento | 2 – 0 | Marsala |  |

| 29 aprile 1984 29ª giornata | Lodigiani | 1 – 1 | Sorrento |  |

| 6 maggio 1984 30ª giornata | Sorrento | 1 – 0 | Grumese |  |

| 13 maggio 1984 31ª giornata | Alcamo | 2 – 1 | Sorrento |  |

| 20 maggio 1984 32ª giornata | Sorrento | 1 – 0 | Ischia Isolaverde |  |

| 27 maggio 1984 33ª giornata | Sorrento | 3 – 1 | Licata |  |

| 3 giugno 1984 34ª giornata | Frosinone | 3 – 0 | Sorrento |  |